# Wallenried
Wallenried (tên tiếng Pháp: Esserts) là một đô thị trong huyện See thuộc bang Fribourg ở Thụy Sĩ.